# Operação Frühlingserwachen
Operação Frühlingserwachen (em português: "Despertar da Primavera") (6 – 16 de março de 1945) foi a última grande ofensiva militar alemã lançada durante a Segunda Guerra Mundial. O ataque foi realizado na Hungria, na Frente leste. Na Alemanha, esta operação foi conhecida como Ofensiva Plattensee, e na Rússia como Operação defesa do Balaton e em inglês como Ofensiva do Rio Balaton.
O ataque foi lançado pelo Exército Alemão em 6 de março de 1945, depois de um planejamento cauteloso e em segredo. A ofensiva se concentrou na área do lago Balaton. Nesta região estavam localizados as últimas reservas de petróleo para os alemães. Para a missão, os nazistas utilizaram unidades remanescentes da fracassada ofensiva das Ardenas na Frente ocidental, incluindo o 6º Exército Panzer da SS.
Apesar do sucesso inicial da ofensiva devido ao efeito do ataque surpresa, os soviéticos foram rápidos em se reagrupar e lançar uma pesada contra-ofensiva. Ao fim do dia 16 de março, as forças alemães já estavam em retirada. Os russos então continuaram seu avanço contra Berlim e contra a Hungria, que viria a capitular poucas semanas após o fracassado ataque.